# رویداد میاکه

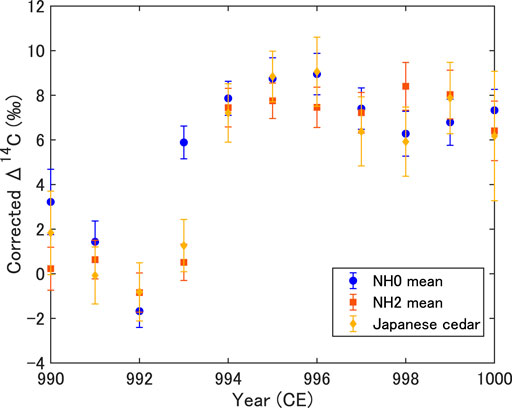
نقطه های رنگی‌شده نمایش نقاطی بین ژاپن و سوئد اسو.

رویداد میاکه (انگلیسی: Miyake event) یک افزایش شدید مشاهده شده در تولید ایزوتوپ‌های کیهانی توسط پرتوهای کیهانی است. با افزایش غلظت ایزوتوپ کربن رادیواکتیو C۱۴ در حلقه درختان و همچنین بریلیم-۱۰ و کلر-۳۶ می‌توان وقوع این رویداد را مشخص کرد و کلر در هسته‌های یخی، که همه به‌طور مستقل تاریخ گذاری شده‌اند. در حال حاضر، پنج رویداد مهم شناخته شده است (۷۱۷۶ پ.م. ۵۲۵۹ ق.م. ۶۶۰ ق.م. ۷۷۴ م. ۹۹۳ م) که در سال ۱۴ م، که مقدار کربن
C کاملاً قابل توجه است، یعنی بالای ۱٪ در یک دوره ۲ ساله افزایش می‌یابد، و چهار رویداد دیگر (۱۲٬۳۵۰ قبل از میلاد، ۵۴۱۰ پ.م. ۱۰۵۲ پس از میلاد، ۱۲۷۹ پس از میلاد) که نیاز به تأیید مستقل دارند. مشخص نیست که رویدادهای میاکه هر چند گاه یک‌بار رخ می‌دهد، اما بر اساس داده‌های موجود تخمین زده می‌شود که حدود هر ۴۰۰ تا ۲۴۰۰ سال یکبار اتفاق بیفتد.